# Albanyà
Albanyà est une commune d'Espagne dans la communauté autonome de Catalogne, province de Gérone, de la comarque d'Alt Empordà

## Géographie

### Localisation
Albanyà est une commune située dans les Pyrénées catalanes.
Le pic de Bassegoda marque la frontière avec Montagut i Oix.

### Communes limitrophes
Les communes limitrophes sont  Beuda, Cabanelles, Coustouges, Lamanère, Maçanet de Cabrenys, Montagut i Oix, Sales de Llierca, Sant Llorenç de la Muga et Serralongue.
| Lamanère (France)               | Serralongue (France) Coustouges (France) | Maçanet de Cabrenys     |
| Montagut i Oix Sales de Llierca | Albanyà                                  | Sant Llorenç de la Muga |
|                                 | Beuda                                    | Cabanelles              |

## Lieux et monuments
- L'ancienne porte des remparts d'Albanyà, du XIIe siècle ;
- L'église romane Saint-Pierre d'Albanyà ;
- L'église romane Saint-Vincent de Principi ;
- L'église romane Saint-Michel de Bassegoda ;
- L'église Saint-Martin de Corsavell ;
- Le monastère de Saint-Laurent del Mont ;
- La Tour de Corsavell, au nord-ouest d'Albanyà ;
- Le Mas Sobirà, un ancien mas fortifié en ruines ;
- La ciste de la Creu de Principi, un monument mégalithique ;
- Le musée Albert Molins.